# Heike Behrend
Heike Behrend (* 27. Mai 1947 in Stralsund) ist eine deutsche Ethnologin, Afrikawissenschaftlerin und Geschlechterforscherin. Sie war von 1994 bis 2012 Professorin für Ethnologie am Institut für Afrikanistik und Ägyptologie der Universität zu Köln.

## Werdegang
Sie studierte Ethnologie, Soziologie und Religionswissenschaft in München, Wien und Berlin.
Nach dem Abschluss des Studiums der Ethnologie mit dem Magister Artium an der Freien Universität Berlin (1973) erfuhr sie von 1980 bis 1984 eine Filmausbildung an der Berliner Film- und Fernsehakademie. 1987 promovierte sie an der FU Berlin mit der Arbeit Raum, Zeit und Ritual bei den Tugen im Nordwesten Kenias und habilitierte sich 1992 an der Kulturwissenschaftlichen Fakultät der Universität Bayreuth mit der Schrift Krieg im Norden Ugandas. Die Holy Spirit Bewegung der Alice Lakwena.
Sie unterrichtete am Institut für Ethnologie der FU Berlin, in Bayreuth und Mainz. Nach einer Gastprofessur 1993 an der École des hautes études en sciences sociales in Paris wurde sie im Mai 1994 zur Universitätsprofessorin am Institut für Afrikanistik der Universität zu Köln ernannt.
Sie leitete verschiedene Forschungsprojekte zur populären Kultur in Afrika und zum Verhältnis von Religion, Krieg und Gewalt. Im Rahmen des Forschungskollegs „Medien und kulturelle Kommunikation“ der Universitäten Köln, Bonn und Aachen gehörte sie zu den Gründern der sich neu formierenden Medienanthropologie.
Ethnografisch arbeitete sie vor allem in Ostafrika, in Kenia und in Uganda; sie hatte Gelegenheit zu kürzeren Forschungsaufenthalten und Reisen in Burkina Faso, an der Elfenbeinküste, in Nigeria, Ghana, Tansania, Senegal, Mali und Namibia.
Im Rahmen verschiedener Gastprofessuren und Senior Fellowships unterrichtete sie 1997 nochmals an der Ecole des Hautes Etudes in Paris, 2003 am „Programme of African Studies (PAS)“ der Northwestern University, Evanston, Ill., USA. 2007 forschte sie am Internationalen Forschungszentrum Kulturwissenschaften (IFK) in Wien und 2010 an der Tokyo University of Foreign Studies in Japan.
Im Rahmen ihrer Forschung zu Fotografen und fotografischen Praktiken in Afrika arbeitete sie auch von 1998 bis 2000 als Kuratorin. Zusammen mit Tobias Wendl kuratierte sie die Ausstellung Snap me one! Studiofotografen in Afrika im Münchner Stadtmuseum, im Städtischen Museum Abteiberg in Mönchengladbach und im Tropen-Museum Amsterdam; und 2010 war sie Kuratorin der Ausstellung Photography as a Dream Machine. Popular African Photographers an der Tokyo University of Foreign Studies. Seit ihrer Pensionierung 2012 lebt und arbeitet Heike Behrend in Berlin.

## Preise
- 1987 erhielt sie in Berlin den Ernst-Reuter-Preis für ihre Dissertation.[7]
- 2012 wurde ihr Buch Resurrecting Cannibals: The Catholic Church, Witch-Hunts and the Production of Pagans in Western Uganda in England für den Amory Talbot Preis nominiert (Der Preis wird innerhalb des Faches „African Anthropology“ vergeben).
- 2021  Preis der Leipziger Buchmesse (Kategorie: Sachbuch/Essayistik) für Menschwerdung eines Affen[8]
- 2021  für ihre Publikation Menschwerdung eines Affen war sie für den Deutschen Sachbuchpreis nominiert.[9][10]

## Schriften und Filmografie

### Bücher
- 1985. Die Zeit des Feuers. Mann und Frau bei den Tugen in Ostafrika, Frankfurt (Qumran).[11]
- 1987. Die Zeit geht krumme Wege. Raum, Zeit und Ritual bei den Tugen in Kenia, Frankfurt (Campus).[12]
- 1993. Alice und die Geister. Krieg im Norden Ugandas, München (Trickster).[13]
- Übersetzt ins Französische: La guerre des esprits en Ouganda 1985-1996, Paris (Harmattan) 1997.[14]
- Übersetzt ins Englische: Alice Lakwena and the Holy Spirits. War in Northern Uganda 1986–97, Oxford (James Currey) 1998.[15]
- 2011. Resurrecting Cannibals: The Catholic Church, Witch-Hunts and the Production of Pagans in Western Uganda, Oxford (James Currey Publishing House)[16]
- 2013. Contesting Visibility. Photographic Practices and the „Aesthetics of Withdrawal“ along the East African Coast, Bielefeld (Transcript).[17]
- 2020. Menschwerdung eines Affen. Eine Autobiografie der ethnografischen Forschung, Berlin 2020, ISBN 978-3-95757-955-3.

### Ausgewählte Aufsätze
- 1979. Zur Ethnographie der Anderen, in: Berliner Hefte 12, 18-23.
- 1983. Die Zeit geht krumme Wege. Bei den Tugen in Ostafrika, in: Kursbuch, 73, Berlin, 97-103.
- 1988. Menschwerdung eines Affen. Bemerkungen zum Geschlechterverhältnis in der ethnographischen Feldforschung, in: Anthropos 84, 555-564.
- 1990. Rückkehr der gestohlenen Bilder. Ein Versuch über "wilde" Filmtheorien, in: Anthropos 85, 564-570.
- 1993. Krieg als Aufstand der Natur. Die Holy-Spirit-Bewegung und die Mächte der Natur im Norden Ugandas, in: Anthropos 88, 39-46.
- 1993. Der Krieg der Geister, in: Lettre 21, 39-42.
- zusammen mit Claude Meillassoux. 1994. Krieg in Ruanda, in: Lettre 26, 12-15.
- 1998. Ham Mukasa wundert sich. Bemerkungen zur Englandreise eines Afrikaners (1902), in: Afrikaner schreiben zurück. Texte und Bilder afrikanischer Ethnographen, Heike Behrend und Thomas Geider (Hg), Köln, 323-338.
- 1998. Populäre Fotografie und die Konstruktion einer afrikanischen Moderne, in: "Snap me one": Studiofotografen in Afrika, Tobias Wendl und Heike Behrend (Hg), München.
- 1999. Imaginäre Reisen. Die Likoni-Ferry-Fotografen in Mombasa/Kenia, in: Fotogeschichte, 71, 25-34.
- 2000. Fotografie als Wunschmaschine. Fotografische Praktiken in Kenia und Uganda, in: Porträt Afrika. Fotografische Positionen eines Jahrhunderts, Haus der Kulturen der Welt (Hg), Berlin, 68-73.
- 2000. "Feeling Global": The Likoni Ferry Photographers in Mombasa, Kenya, African Arts, 33, 3, 70-77.
- 2001. Man ist, was man isst. Zur Eucharistie und ihren Variationen: Kannibalen und Katholiken in Westuganda, in: Kursbuch 143, Berlin, 167-183.
- 2002. "Flugapparate ins Jenseits". Geisterarchive im interkulturellen Vergleich, in: Archivprozesse. Die Kommunikation der Aufbewahrung, Hedwig Pompe und Leander Scholz (Hg), Köln, 84-99.
- 2002. Foto-Magie. Fotografien in Praktiken des Heilens und Schadens in Ostafrika, in: Fotogeschichte, 84, Irene Albers und Thomas Hausschild (Hg), 3-12.
- 2003. "Call and Kill": Zur Verzauberung und Entzauberung westlicher technischer Medien in Afrika, in: Signale der Störung, Erhard Schüttpelz und Albert Kümmel (Hg), Köln: Dumont, 287-300.
- 2004. Seelenklau: Zur Geschichte eines interkulturellen Transfers, in: Seele. Multiple Räume, Johannes Bilstein, Matthias Winzen (Hrsg.), Baden-Baden: Verlag für moderne Kunst Nürnberg, 72-79.
- 2004. "Satan gekreuzigt": Interner Terror und Katharsis in Tooro, Westuganda, in: Historische Anthropologie, 12, 2, 211-227.
- 2006. Die Kraft der Verwandlung: Geistmedien und die Medien von Geistern in Afrika, in: Verwandlungen. Archäologie der literarischen Kommunikation IX, Aleida und Jan Assmann (Hg), München: Wilhelm Fink Verlag, 143-154.
- 2007. The Rise of Occult Powers, AIDS and the Roman Catholic Church in Western Uganda, in: Journal of Religion in Africa, 37, 41-57.
- 2008. Politiken des Gesichts im Spannungsfeld von Bilderverbot und populärer Fotografie an der Ostküste Kenias, in: Movens Bild. Zwischen Evidenz und Affekt, Gottfried Böhm, Birgit Mersmann, Christian Spies (Hg), München :Wilhelm Fink Verlag, 326-343.
- 2010. Electricity, Spirit mediums and the Media of Spirits, in: Ludwig Jäger, Erika Linz, Irmela Schneider (Hg), Media, Culture and Mediality. New Insights into the Current State of Research, Bielefeld (transcript), 187-200.
- 2011. "The Titanic in Kano”: Video, Gender and Islam in Northern Nigeria, in: Gender and Islam in Africa, Margot Badran (Hg), Stanford (Stanford University Press), 173-189.
- 2013. Der Stoff des Sozialen: Textilien und Fotografie in Afrika, in: Gewebte Identitäten. Afrikanische Textilien und Fotografien aus den Sammlungen Weickmann und Walther, Ulm, Ulmer Museum, 58-76.
- 2015. Im Jenseits der Methoden: Zufall und Konflikt in der ethnografischen Medienforschung, in: Handbuch der Medienethnografie, Cora Bender und Martin Zillinger (Hg), Berlin (Reimer Verlag), 1-16.
- 2015. „Celebrating Life“: The Construction of Photographic Biographies in Funeral Rites among Kenyan Christians, in: The African Photographic Archive. Research and Curatorial Strategies, Christopher Morton and Darren Newbury (eds), Leiden (Brill), 77-93.
- 2018. “Photography as Unveiling”: Muslim Discourses and Practices along the East African Coast, in: Felicitas Becker, Joel Cabrita and Marie Rodet (eds), Religion, Media and Marginality in Modern Africa, Athens, Ohio UP, 112-132.
- 2018. Menschwerdung eines Affen: Versuch einer Autobiografie der ethnografischen Forschung, in: Paideuma, 64, 7-26.
- 2019. Photographic Practices and the “Aesthetics of Withdrawal” among Muslims of the East African Coast, in: Figurations and Sensations in Judaism, Christianity and Islam, eds. Birgit Meyer und Terje Stordalen, London, 185-197.

### Herausgegebene Bücher
- Heike Behrend und Thomas Geider (Hg). 1998. Afrikaner schreiben zurück. Texte und Bilder afrikanischer Ethnographen, Köln (Rüdiger Köppe).
- Heike Behrend und Tobias Wendl (Hg). 1998."Snap me one": Studiofotografen in Afrika, München (Prestel).
- Heike Behrend und Ute Luig (Hg). 1999. Spirit Possession, Power, and Modernity in Africa, Oxford (James Currey).
- Heike Behrend und Jean-Francois Werner (Hg). 2001. Photography and Modernity in Africa, Visual Anthropology, 14, 3, Sonderheft.
- Heike Behrend (Hg). 2001. Geist, Bild und Narr. Zu einer Ethnologie kultureller Konversionen. Festschrift für Fritz Kramer, Berlin: Philo Verlag.
- Heike Behrend (Hg). 2003. L.T. Rubongoya, Naaho Nubo. The Ways of our Ancestors, Africans Write Back Series, Bd. 1, Köln: Rüdiger Köppe Verlag.
- Heike Behrend (Hg). 2004. M.W. Magezi, T.E. Nyakango, M.K. Aganatia, The People of the Rwenzoris. The Bayira (Bakonzo/Banande) and Their Culture, Africans Write Back Series, Bd. 2, Köln: Rüdiger Köppe Verlag.
- Heike Behrend, Anja Dreschke und Martin Zillinger (Hg), 2015. Trance Mediums and Technical Media. Spirit Possession in the Age of Technical Reproduction, New York (Fordham).
- Heike Behrend und Tobias Wendl (Hg). 2015. 9/11 and its Remediations in Africa, Berlin (Lit).

### Filmografie
- 1982 "Im Bauch des Elefanten". Ein ethnografischer Film über das Alter und den Tod bei den Tugen in Kenia. Kamera: Hille Sagel[18]
- 1985 "Gespräche mit Kopcherutoi". In diesem ethnografischen Film erzählt eine alte Frau mit Namen Kopcherutoi von ihrem Leben in den Tugenbergen in Kenia. Kamera: Hille Sagel und Heike Behrend[19]
- 1989 "Mary Akatsa, Prophetin". Ein ethnografischer Film über eine Heilerin und Prophetin in Kibera, einem Slum in Nairobi, der Hauptstadt Kenias. Kamera: Ingo Kratisch[20]
- 2011 "Satan Crucified. A Catholic Witch-Hunt in Western Uganda", Kamera: Armin Linke[21]

### TV-Interview
- mit Alexander Kluge über "Von Kannibalen und Katholiken in Westuganda", gesendet 21. Dezember 2002, Vox.